# Аву
Вулкан Аву (індонез. Gunung Awu) — стратовулкан розміщений на острові Сангір, який входить до провинції Північне Сулавесі, Індонезія. Вулкан знаходиться у 45 кілометрах на північ від вулкану Бануа-Вуху. Потужні виверження відбувалися у 1711, 1812, 1856, 1892, та 1966 роках. Продуктами виверження є олівінові базальтами та андезити, а також їх пірокластити. Відмічаються прояви сольфотарної діяльності.